# Charles-Louis de Secondat Montesquieu
Charles-Louis de Secondat Montesquieu, Baron de La Brède et de Montesquieu eller bara Montesquieu (franska: [mɔ̃tɛskjø]), född 18 januari 1689 på slottet La Brède, Gironde, död 10 februari 1755 i Paris, var en fransk friherre, politiker, författare, jurist, statsvetare och politisk filosof. Montesquieu är framför allt känd för att ha utvecklat maktdelningsprincipen och som representant för upplysningstidens tänkande.
Förutom livsverket, De l'esprit des lois (1748; delvis i sv. övers., "Om lagarnas anda"), skrev Montesquieu några prosaberättelser och en studie över romarrikets kulturella storhet och fall.
I Om lagarnas anda lägger Montesquieu fram teorin om klimatläran: Det är de yttre omständigheterna, exempelvis geografi och klimat, som bestämmer varje folks anda och vilket statsskick de har. Han har även bidragit till att sprida begreppen feodalism och Bysantinska riket. För sin teori och maktdelningsprincipen har han utövat en ojämförlig påverkan på utvecklingen av västerländska grundlagar och statsskick allt sedan hans egen tid. Fastän han själv förespråkade aristokrati blev hans teorier om frihet och om maktdelning både en viktig influens för liberalismen och för Amerikanska frihetskriget samt Franska revolutionen.

## Biografi
Montesquieu var ättling av en adlig släkt med anor från 1500-talet, som genom flera sina medlemmar tillhört parlamentsadeln (la noblesse de robe). Fadern Jacques de Secondat var andre son till baron de Montesquieu, och gifte sig med den brittisk-gascogneska adelsdamen Marie Françoise de Penel. Genom äktenskapet blev fadern baron över hennes hemgift, slottet La Brède i Bordeaux. Charles-Louis de Secondat La Brède var parets äldste son.
Efter studier vid det katolska lärosätet Collège de Juilly i olika vetenskaper, tog han juristexamen vid universitetet i Bordeaux och fortsatte juridikstudierna vid universitetet i Paris. Fadern dog 1713, och han blev då arvtagare till dennes slott och titel baron de La Brède. 1714 blev han parlamentsråd i Bordeaux och ärvde av Jean Baptiste de Secondat, en farbroder 1716 värdigheten av parlamentspresident (president a mortier) samtidigt som han också ärvde titeln baron de Montesquieu och farbroderns förmögenhet.
Trots de missförhållanden som förorsakades av domarämbetenas ärftlighet (egentligen säljbarhet) var parlamentsadeln kanske det politiska elementet som fungerade bäst under Frankrikes ancien régime, och från traditionerna inom denna samhällsklass hade Montesquieu mottagit intryck som blev av betydelse för hans följande politiska författarskap.
Vetgirig, spirituell och frigjord från allt som för tidens filosofi gällde som fördomar, intresserade han sig dock mera för vetenskapliga och litterära sysselsättningar än för domarkallet. Till en början bedrev han vid sidan av det politiska uppdraget naturvetenskapliga undersökningar, och hans forskningsmetod blev därefter besläktad med ett med naturvetenskaplig empirism vad han än forskade i för ämne: sociala, historiska och politiska spörsmål.
1721 utgav han under form av brevväxling mellan två perser som reste i Europa Lettres persanes, ett arbete vari han gisslade samhällsförhållandena, hovet och kyrkan i Frankrike efter Ludvig XIV:s regering, men också anpassad till tidens frivola smak. Denna stil framträder även i Le temple de Guide (1725; översatt av fru Nordenflycht i "Vitterhets-Nöjen"), ett litet skönlitterärt antikhärmande rokokostycke. Fastän de "persiska breven" utgivits anonymt på grund av censuren, blev Montesquieus författarskap ändå känt, och Ludvig XV vägrade 1725 att godkänna hans inval i Franska akademien under förevändning att han inte var bosatt i Paris. Han sålde då sin presidentsyssla i Bordeaux’ parlament 1726, slog sig ned i Paris och fick 1728 inträda i akademien. Med sin debut som författare blev han en celebritet i hemlandet.
Samma år han inträdde i akademien begav han sig emellertid på resor till flera europeiska länder för att göra sociala och politiska studier, till bland annat England, Österrike, Italien och Ungern. Av synnerlig betydelse blev hans besök i England, vars fria statsskick väckte hans intensiva intresse och där han gjorde bekantskap med John Lockes politiska skrifter. Vid ungefär samma tid hade England blivit en konstitutionell monarki, samt ingått personalunion med Skottland varmed de bildade Storbritannien.
Efter en tvåårig vistelse i Storbritannien återvände han 1731 till Frankrike för att på La Bréde ostört få bearbeta det rika material som han samlat genom sina iakttagelser och resor. Den första frukten härav var ett historiskt arbete, Considérations sur les causes de la grandeur et de la décadence des romains (1734; ’Tankar öfwer orsakerna till de Romares välde och fall", 1755, översatt av Olof von Dalin eller på hans uppdrag av J. Roeding), där han gör avsteg från den dåtida historieskrivningens krönikartade eller moraliserande metod och ger en framställning av orsakssammanhanget i historien från romarriket.
1748 utkom hans livsverk, De l'Esprit des lois (Lagarnas anda), frukten av 20 års undersökningar och analyser. På grund av den omedelbara framgången, och diskussionerna som emanerade ur detta, utgav han samma år La défense de "L'Esprit des lois" (Försvar av Lagarnas anda).
På äldre dagar blev han blind, och redan under Europaresan led han av allt mer försämrad syn. Han avled under hög feber 1755, och begravdes i Saint-Sulpice i Paris.
Montesquieu gifte sig 1715 med protestanten Jeanne de Latrigue, och äktenskapet gav tre barn, en son och två döttrar.

## Författaren Montesquieu
Fastän Montesquieus betydelse inom konstitutionell rättshistoria och statsvetenskap vida överskuggar hans bidrag till skönlitteraturen, intager han en central plats inom den franska upplysningens litteraturhistoria. Efter utgivandet av Lettres persanes (Persiska brev) 1721 var han en av Paris mest hyllade författare, och genren efterbildades av många. Framställningen bygger på verfremdung, i vilken oförståelsen (de persiska främlingarnas) inför en sedvanlig företeelse (i det franska samhället) avslöjar dess komiska orimlighet.
Han medverkade i Denis Diderots Encyclopédie med en artikel.
Klimatläran som han utvecklade i L’esprit des lois fick skönlitterär form av göticisterna i Sverige, där bland annat Gustaf Fredrik Gyllenborgs dikt Vinter-qväde kombinerar de båda tankeströmningarna. Mer troget montesquieusk var Carl August Ehrensvärd som tog avstånd från en göticistisk omtolkning när han påverkad av klimatläran skrev Resa till Italien (1786).

## Om lagars anda
Av de tankar och analyser som Montesquieu framställer i det omfattade arbetet L’esprit des lois, brukar särskilt tre teser framhållas: hans klimatlära, maktdelningsprincipen, och hans uppfattning om olika slag av statsskick. Hans berömmelse och betydelse till trots, var hans filosofi inte originell under hans samtid, utan har lånat och sammanfört tankar som andra redan yttrat. Klimatläran innebar på sin tid ett steg mot en relativisering av rättsfilosofin, men för en nutida läsare ter sig många bärande tankar som normativa snarare än deskriptiva, och som moraliserande.

### Om olika statsskick
Den ledande tanken i L’esprit des lois (Lagars anda) är att samhällsinrättningarna (lagarna och dess institutioner) inte bör lämpas och bedömas efter en universellt giltig mall som den rådande åskådningen gjorde gällande, utan efter huruvida statsskicket gav människorna som levde i samhället rättvisa och frihet. Han uppställde därför inget allmängiltigt författningsideal, utan erkände republik, demokratisk eller aristokratisk, och monarki som berättigade alltefter olika förhållanden. Vad han fördömde var uteslutande despotism och anarki som båda innebär laglöshet. Till skillnad från till exempel Rousseau erkände han dock att rättvisa var oberoende av samhället, och därför kunde bedömas vetenskapligt av ett kritiskt sinne.
Med sin skildring av de båda republikanska statsformerna avsåg han egentligen endast forntidens stadsrepubliker och trodde inte att de var möjliga att genomföra i moderna storstater, men vad han sade om dygden (vilken han definierade som ett osjälviskt medborgarsinne) som den oundgängliga förutsättningen för ett lyckligt resultat av det demokratiska statsskicket äger en tillämplighet även på den moderna storstatsdemokratien. Den idealiserade bild han gav av antikens demokratiska republiker skulle för övrigt få följder som han inte hade anat. I strid med hela hans uppfattning gjordes den till ett allmängiltigt ideal, och som sådan inspirerade den nämligen sedermera Franska revolutionens antikhärmande republikanism.
Vad Montesquieu menade med monarki var närmast Frankrike före Ludvig XIV:s centraliserande och nivellerande despotism: en stat, där monarken visserligen är all makts källa, men i sin maktutövning begränsas av vissa grundlagar och av aristokratiska förmedlande korporationer (pouvoirs intermédiaires), såsom adel, hierarki och en oberoende domarkår som bevakade lagarnas helgd (franska parlamenten). Fundamental blev därmed hans indelning av samhällsklasser; han erkände tre samhällsklasser i sin samtids Frankrike, för vilket han myntade uttrycket trias politica: monarkin, aristokratin och allmänheten.

### Klimatläran
Vid sin bedömning av styrelseskickens lämplighet, uppställde han folkens olika livsvillkor, deras geografiska och ekonomiska förhållanden, deras storlek, seder, religion, historia och så vidare, och det var just denna relativitet, som han ansåg komma till uttryck i Lagarnas anda, om än relativismen inte var fullbildad, och i fråga om maktdelningen är han tvärt om normativ. Hans analys av klimatvillkoren, framlagd i bok XIV, har senare kommit att bli känd som klimatläran, en teori som han inte var alldeles ensam upphovsman till, men som han vidareutvecklade och spred.
Till klimatläran hör Montesquieus uppfattning av typkaraktärer av världens folk, vilka han menar ha uppstått och korresponderar med det klimat där folken kommer ifrån. Människor i varma länder, menade han, styrdes av sina lustar och antipatier, var äregiriga och lata och krävde lag och ordning i högre grad än folk i norr. Människor i norr var mer kraftfulla, framfusiga eller djärva, högmodiga men förlåtande, och obenägna till att njuta och skapa skönhet; den i norr njöt utan nogräkning av vad som erbjöds. Människor i norr hade inte lika utvecklade lagar, och dömde efter vad ögat såg. Européer som bosatte sig i Indien kom med tiden att förlora sina europeiska drag, allt på grund av klimatet.
Med denna teori kom han att inverka på den senare rasbiologin i det att den dels ställde upp folktypologier, dels inledde en metodologisk vändpunkt i humanvetenskaperna som därefter i högre grad skulle underkasta sig medicinsk vetenskap, biologin och etnologin.

### Människans frihet
Den högsta formen av statsliv ansåg han vara frihet, varmed han menade att individernas säkerhet var betryggad genom att de inte kunde tvingas till annat än vad lagen påbjöd eller hindras från att göra vad lagen tillät. Härtill fordrades, ansåg han, att makt begränsas av makt, ty "det är en evig erfarenhet, att varje maktinnehavare frestas att missbruka sin myndighet; går tills han möter gränser". Finns en dylik begränsning förnekade han inte att friheten kunde förekomma i republiker, men närmast ansåg han den höra hemma i monarkin vars natur är att på sådant sätt "modereras". 

### Maktdelningsprincipen
Fullt betryggande för friheten fann han dock endast vara monarkin, med en maktfördelning (separation des pouvoirs), enligt vilken den verkställande, den lagstiftande och den dömande makten skulle tillhöra alldeles skilda innehavare av hans trias politica: den verkställande monarken, den lagstiftande riksförsamlingen bestående av ett aristokratiskt överhus och ett folkvalt underhus, och den dömande oberoende domaren. Detta ansåg han vara förverkligat i England vars statsskick han därför framställde som mönsterbilden för en fri författning.
Uppslaget till denna maktfördelningslära hade getts redan av John Locke, men i olikhet med denne genomförde Montesquieu den mer fullständigt: en innehavare av en "makt" skulle aldrig deltaga i utövningen av en annan. Innehavaren av den verkställande borde till exempel endast för att inte lida intrång i denna sin makt, ha vetorätt i lagstiftning, men frånkändes sanktionsrätt, ansågs inte behöva initiativ och borde inte deltaga i den lagstiftande församlingens diskussioner. I denna absoluta form har visserligen maktfördelningsläran visat sig svår att praktiskt genomföra, men det är dock Montesquieus auktoritet som gett den en världshistorisk räckvidd, och vad som trots alla modifikationer av den står fast är att under normala förhållanden både statens egen säkerhet och den personliga friheten kräver att, på ett eller annat sätt, olika, varandra kontrollerande och begränsande faktorer får samverka vid utövning av statsmyndigheten.

### Lagens väsen och religionen
Montesquieu definierade lagen som gudomligt given världen i form av naturlagarna och naturrätten; den positiva rätten och världsliga lagen var dock enligt Montesquieu en mänsklig skapelse, som uppkommit för att människan har ett förnuftigt väsen och detta förnuft inser att lagar och deras upprätthållande är nödvändiga för mänsklig samvaro. I så måtto hade han jämförelsevis ett sekulärt tankemönster. Däremot menade han att monarkin som statsform mera var lämpad för ett katolskt samhälle, medan protestantism och islam inte ägde denna lämplighet. Religionsfrihet och religiös tolerans var vidare någon han fann vara nödvändigt i stater där medborgarna hade olika tro.
Det var också i fråga om religionen som han på ett avgörande sätt skilde sig från Locke, i det att Locke i egenskap av protestant uppfattade katolicismen som auktoritär och överdriven och därmed oförenlig med det fria sinne som han förordade i Letters concerning toleration. Montesquieu, själv katolik, värderade denna kristna riktning avsevärt mycket högre, och använde indirekt Lockes egna argument för religionsfrihet för att legitimera dess berättigande.

### Äganderätten
I likhet med John Locke ser han äganderätten som en av de faktorer som betingar människans frihet. Denna ståndpunkt drev han till och med längre än den förre, genom att tillerkänna handeln den kraft som fått civilisation och kultur att nå Nordeuropa från Medelhavsländerna: ”Där det finns handel finns också milda seder” skriver han och fortsätter med att hävda att för samhällets del, om än inte för individerna, skapar handeln fred mellan länder (L'Esprit des lois, bok IV, kapitel I/ Bok XX).

## Betydelse
Genom Englands följande parlamentariska utveckling kom det engelska statsskicket inte att motsvara Montesquieus uppfattning därav, men denna blev likväl fastslagen som positiv statsrätt genom William Blackstones och Jean-Louis de Lolmes därpå grundade arbeten och har såsom sådan på många håll tagits till mönster. Fullständigast skedde detta vid utarbetandet (1787) av den amerikanska konstitutionen. För den Montesquieusk-engelska maktfördelningsläran kämpade de moderata partierna i Franska revolutionens konstituerande nationalförsamling, fastän förgäves, mot Rousseaus folksuveränitetsprincip, och då denna genom skräckväldet råkat i misskredit kom nämnda lära åter till heders i 1795 års direktorialförfattning.
I Sverige hämtade hovpartiet under den senare frihetstiden vapen därifrån; 1772 års regeringsform var i mycket byggd på den, och om dess betydelse för 1809 års regeringsform vittnar inte bara dess själva uppkomst, utan också konstitutionsutskottets ryktbara motivering till den. De försök som efter Napoleon I:s fall gjordes på kontinenten att efterbilda Englands konstitution har likaledes i hög grad påverkats av Montesquieus uppfattning av denna, och de franska doktrinärerna kan räknas som Montesquieus lärjungar.
Men inte bara i politiken har L’ésprit des lois varit epokgörande. Det historiska åskådningssättet som föddes vid upplysningen leder väsentligen sitt upphov från det kraftiga hävdandet i detta arbete av betingelser för händelser och dessas förutsättningar: geografi, ekonomi, klimat, lagar, religion, statsskick, sedvänja. Hans vetenskapliga metod i fråga om komparation och de historiska förklaringsmodellen blev banbrytande. Bland hans tidigaste anhängare i historiefilosofin fanns Edward Gibbon, David Hume, Adam Ferguson, Adam Smith och William Robertson. Emile Durkheim, som ägnade Montesquieu flera skrifter, menade att han var en av sociologins två föregångsmän, om vilket han skrev om i Montesquieu et Rousseau. Précurseurs de la sociologie.
På grund av synen på handelns och den fria marknadens betydelse för civilisationen, brukar Montesquieu anföras av konservativt inriktade marknadsliberaler som Friedrich von Hayek.

## Utmärkelser
Asteroiden 7064 Montesquieu är uppkallad efter honom.

## Bibliografi

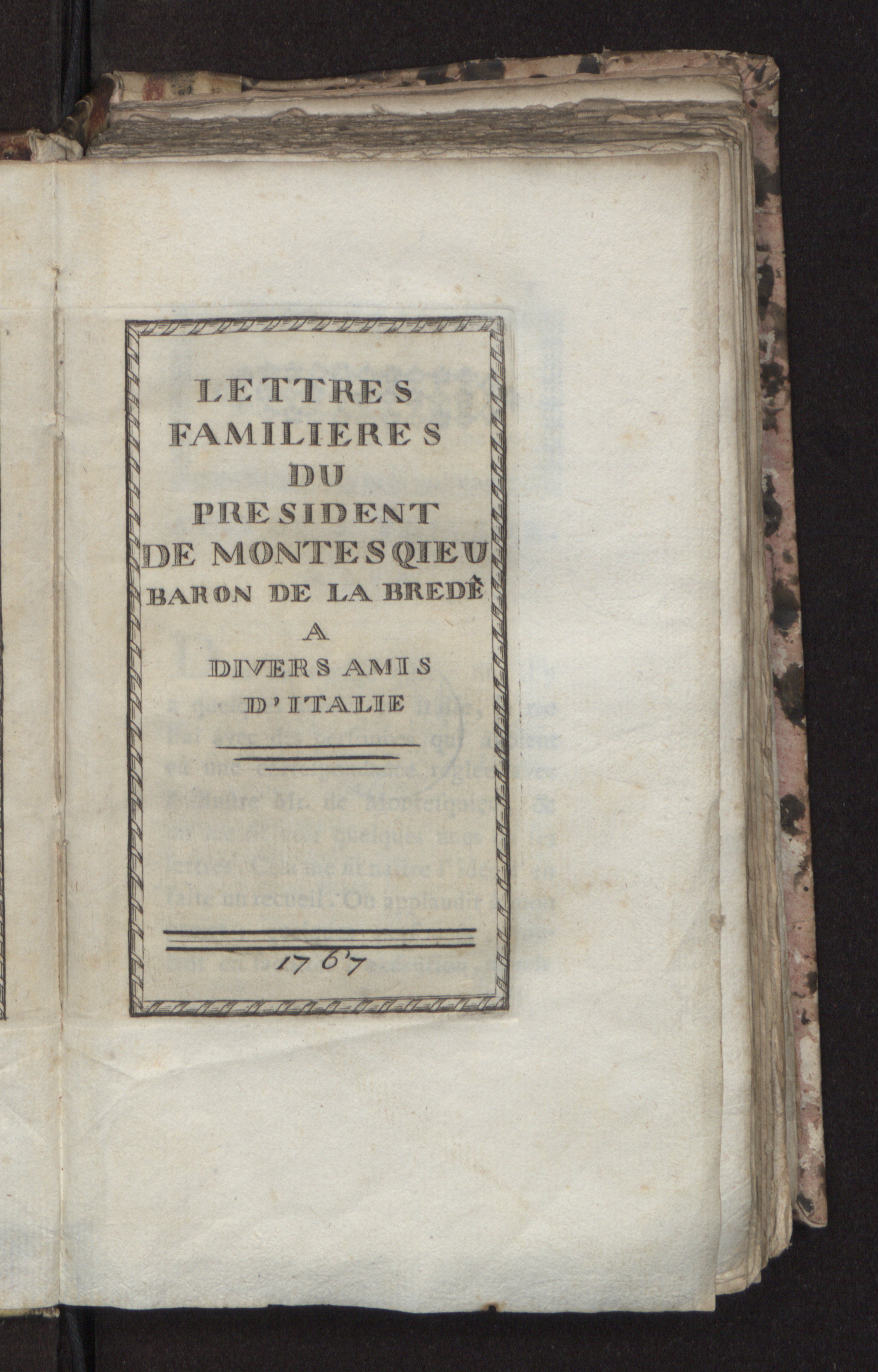
Lettres familieres a divers amis d'Italie, 1767